# László Cholnoky
László Cholnoky (n. 1879 – d. 1929) a fost un scriitor maghiar.